# Ischaemum thomsonianum
Ischaemum thomsonianum är en gräsart som beskrevs av Otto Stapf och Cecil Ernest Claude Fischer. Ischaemum thomsonianum ingår i släktet Ischaemum och familjen gräs. Inga underarter finns listade i Catalogue of Life.